# Claire Tomaszewski
Pour les articles homonymes, voir Tomaszewski.
Claire Tomaszewski, née le 25 novembre 1982 à Thionville (Moselle) est une joueuse de basket-ball française évoluant au poste d’arrière. Elle mesure 1,78 m.

## Clubs
| Saisons   | Équipe                  | Pays   |
| 1998-2000 | INSEP (NF1)             | France |
| 2000-2003 | US Valenciennes Olympic | France |
| 2003-2007 | Tarbes GB               | France |
| 2007-2009 | Stade clermontois       | France |
| 2009-2012 | Pays d'Aix Basket 13    | France |

## Palmarès
- 2001 : championne de France LFB, finaliste du Tournoi de la Fédération, vainqueur de la Coupe de France, finaliste de l’Euroligue
- 2002 : championne de France LFB, vainqueur du Tournoi de la Fédération, vainqueur de la Coupe de France, vainqueur de l’Euroligue
- 2003 : championne de France LFB, vainqueur du Tournoi de la Fédération, vainqueur de la Coupe de France

## Équipe de France

### Junior
- 2001 : 5e au Mondial Junior 2001 (Brno, République tchèque)

### Espoirs
- 2002 :  Médaille de bronze à l’Euro Espoir 2002 (Zagreb, Croatie)
- 2003 :  Médaille de bronze au Mondial Espoir 2003 (Šibenik, Croatie)